# 任市陶牌坊
任市陶牌坊（誥授奉政大夫張九封之妻劉氏妾姜氏節孝坊）位於四川省開江縣任市鎮，清光緒八年孟秋月十六日建修。1991年4月16日公佈為四川省第三批文物保護單位。